# Mustafa Parmak
Mustafa Parmak (* 19. Mai 1982 in Stuttgart) ist ein deutsch-türkischer Fußballspieler.

## Karriere
Der gebürtige Stuttgarter kam über den VfR Bad Cannstatt und die TSVgg Stuttgart-Münster zu den Stuttgarter Kickers, wo er lange Jahre in der Jugend bis zum Alter von 20 Jahren spielte. 2002 wechselte er dann zum benachbarten Oberligisten SpVgg 07 Ludwigsburg. Nach zwei Jahren wechselte er wieder zurück zu den Kickers und gehörte von da an der Regionalligamannschaft an. In vier Jahren spielte Parmak, der meist auf der rechten Mittelfeldseite spielt, 101 Mal für die 1. Mannschaft der Stuttgarter.
2008 bekundete der Zweitligist TuS Koblenz Interesse an dem Deutsch-Türken. Nach langem Streit um die Ablösesumme kam es schließlich zu einem Tauschgeschäft, bei dem die Koblenzer im Gegenzug den ebenfalls auf der rechten Mittelfeldseite spielenden Sascha Traut an die Stuttgarter abgaben. Parmak unterschrieb einen Zweijahresvertrag in Koblenz. Der Vertrag mit der TuS Koblenz wurde am 2. Januar 2009 aufgelöst, nachdem Parmak über einen längeren Zeitraum hinweg nicht mehr erreichbar war. Von Januar bis Juni 2009 spielte Parmak wieder für die Stuttgarter Kickers und wechselte zur Saison 2009/10 in die Verbandsliga Württemberg zur SpVgg 07 Ludwigsburg.
In der Saison 2010/2011 spielte Mustafa Parmak bei NK Croatia Zagreb Stuttgart.
2015/2016 spielte er für eine Saison für FC Stuttgart-Cannstatt. Danach wechselte er zur TSVgg Stuttgart-Münster, für die er bis zu seinem Karriereende 2018 spielte.